# ONErpm
ONErpm (ONE Revolution People's Music) é uma plataforma de distribuição digital de música e engajamento de fãs fundada em 2010 por Emmanuel Zunz e Matthew Olim. A ONErpm possibilita o acesso de músicos e selos a lojas e serviços de música digital como iTunes, Rdio, Amazon, Spotify, Google Music, Deezer, eMusic, YouTube, Napster e outros.
Desde que foi criada, a ONErpm oferece um serviço de autogestão de distribuição que devolveu o controle da monetização de fonogramas aos artistas. A ONErpm possibilitou que artistas independentes começassem a ganhar dinheiro com sua música, acelerando a taxa de crescimento do consumo de música digital no Brasil. A empresa é certificada pela Apple e atende a demanda de artistas notórios como Elba Ramalho, Michel Teló, Joelma, Lenine, Cláudia Leitte, Valesca Popozuda, Fernando & Sorocaba, Racionais MC's, Wanessa Camargo, Chitãozinho & Xororó, Erasmo Carlos, Emicida e outros 100 mil.
A ONErpm também monetiza conteúdo audiovisual e atualmente é certificada pelo YouTube, possuindo uma das maiores MCN (YouTube Multi-Channel Network), segundo a empresa com mais de 1,8 mil canais e 7 bilhões de visualizações mensais. A empresa inaugurou em maio de 2015 a ONErpm Studios, no Brooklyn, para a produção audiovisual disponível a seus criadores de conteúdo.
Em 2023, a ONErpm conta com escritórios em Nova Iorque, Brooklyn, Nashville, Rio de Janeiro, São Paulo, Recife, Moscou, Cidade do México, Bogotá e Madri. De acordo com informações da empresa, há 350 mil fãs registrados no site.